# 沈志遠 (洪武進士)
沈志遠，浙江餘姚人，明朝政治人物、進士出身。

## 生平
洪武十八年，登進士，官至江西道御史。